# ホルヘ・アルカラ
ホルヘ・ルイス・アルカラ（Jorge Luis Alcalá, 1995年7月28日 - ）は、ドミニカ共和国サン・クリストバル州バホス・デ・ハイナ出身のプロ野球選手（投手）。右投右打。MLBのセントルイス・カージナルス所属。

## 経歴

### プロ入りとアストロズ傘下時代
2014年12月にアマチュア・フリーエージェントでヒューストン・アストロズと契約してプロ入り。
2015年、傘下のルーキー級ドミニカン・サマーリーグ・アストロズでプロデビュー。12試合（先発2試合）に登板して2勝0敗1セーブ、防御率3.06、20奪三振を記録した。
2016年はルーキー級ドミニカン・サマーリーグ・ドジャース、ルーキー級ガルフ・コーストリーグ・アストロズ、アパラチアンリーグのルーキー級グリーンビル・アストロズ、A-級トリシティ・バレーキャッツでプレーし、3球団合計で15試合（先発10試合）に登板して3勝3敗1セーブ、防御率2.41、70奪三振を記録した。
2017年はA級クアッドシティーズ・リバーバンディッツとA+級ビューズクリーク・アストロズでプレーし、2球団合計で22試合（先発18試合）に登板して7勝6敗、防御率3.05、95奪三振を記録した。
2018年は開幕からA+級ビューズクリークとAA級コーパスクリスティ・フックスでプレーした。

### ツインズ時代
2018年7月27日にライアン・プレスリーとのトレードで、ジルベルト・セレスティーノと共にミネソタ・ツインズへ移籍した。移籍後は傘下のAA級チャタヌーガ・ルックアウツでプレーし、移籍前を含めた2球団合計で24試合（先発16試合）に登板して3勝11敗3セーブ、防御率3.81、104奪三振を記録した。
2019年、マイナーではAA級ペンサコーラ・ブルーワフーズとAAA級ロチェスター・レッドウイングスでプレーし、2球団合計で31試合（先発16試合）に登板して6勝7敗、防御率5.47、116奪三振を記録した。 9月14日にメジャー契約を結んでアクティブ・ロースター入りし、21日のカンザスシティ・ロイヤルズ戦でメジャーデビュー。この年メジャーでは2試合に登板して無失点だった。
2020年は16試合に登板して2勝1敗、防御率2.63、27奪三振を記録した。
2021年はここまででキャリアハイとなる59試合に登板したものの、3勝6敗と負け越した。また、1セーブ11ホールド、防御率3.92、61奪三振を記録した。
2022年は2試合の登板にとどまった。
2023年は11試合に登板して勝星なしの1敗、2ホールド、防御率6.23、16奪三振を記録した。
2024年は54試合に登板して4年ぶりの勝ち越しとなる4勝3敗、キャリアハイとなる16ホールド、防御率3.24、58奪三振を記録した。
2025年は移籍前までに22試合に登板したが、勝星なしの2敗、1ホールド、自己最悪となる防御率8.88に終わった。また、28奪三振を記録した。

### レッドソックス時代
2025年6月11日にアンディ・ルーゴとのトレードで、ボストン・レッドソックスに移籍した。8月5日にDFAとなった。

### カージナルス時代
2025年8月7日に、ウェイバー公示を経てセントルイス・カージナルスに移籍した。

## 選手としての特徴
フォーシームとスライダーがメインだが、左打者には時折チェンジアップを交える。

## 詳細情報

### 年度別投手成績
| 年 度    | 球 団    | 登 板 | 先 発 | 完 投 | 完 封 | 無 四 球 | 勝 利 | 敗 戦 | セ 丨 ブ | ホ 丨 ル ド | 勝 率 | 打 者 | 投 球 回 | 被 安 打 | 被 本 塁 打 | 与 四 球 | 敬 遠 | 与 死 球 | 奪 三 振 | 暴 投 | ボ 丨 ク | 失 点 | 自 責 点 | 防 御 率 | W H I P |
| -------- | -------- | ----- | ----- | ----- | ----- | -------- | ----- | ----- | -------- | ----------- | ----- | ----- | -------- | -------- | ----------- | -------- | ----- | -------- | -------- | ----- | -------- | ----- | -------- | -------- | ------- |
| 2019     | MIN      | 2     | 0     | 0     | 0     | 0        | 0     | 0     | 0        | 0           | ----  | 7     | 1.2      | 1        | 0           | 1        | 0     | 0        | 1        | 0     | 0        | 0     | 0        | 0.00     | 1.20    |
| 2020     | MIN      | 16    | 0     | 0     | 0     | 0        | 2     | 1     | 0        | 0           | .667  | 94    | 24.0     | 21       | 3           | 8        | 0     | 0        | 27       | 1     | 0        | 8     | 7        | 2.63     | 1.21    |
| 2021     | MIN      | 59    | 0     | 0     | 0     | 0        | 3     | 6     | 1        | 11          | .333  | 229   | 59.2     | 45       | 10          | 13       | 1     | 2        | 61       | 1     | 1        | 29    | 26       | 3.92     | 0.97    |
| 2022     | MIN      | 2     | 0     | 0     | 0     | 0        | 0     | 0     | 0        | 0           | ----  | 10    | 2.1      | 2        | 0           | 2        | 0     | 0        | 2        | 0     | 0        | 0     | 0        | 0.00     | 1.71    |
| 2023     | MIN      | 11    | 0     | 0     | 0     | 0        | 0     | 1     | 0        | 2           | .000  | 75    | 17.1     | 14       | 5           | 10       | 0     | 1        | 16       | 0     | 0        | 13    | 12       | 6.23     | 1.38    |
| 2024     | MIN      | 54    | 0     | 0     | 0     | 0        | 4     | 3     | 0        | 16          | .571  | 235   | 58.1     | 40       | 8           | 20       | 1     | 3        | 58       | 4     | 0        | 23    | 21       | 3.24     | 1.03    |
| 2025     | MIN      | 22    | 0     | 0     | 0     | 0        | 0     | 2     | 0        | 1           | .000  | 114   | 24.1     | 29       | 5           | 15       | 0     | 1        | 28       | 3     | 0        | 25    | 24       | 8.88     | 1.81    |
| MLB：6年 | MLB：6年 | 144   | 0     | 0     | 0     | 0        | 9     | 11    | 1        | 29          | .450  | 650   | 163.1    | 123      | 26          | 54       | 2     | 6        | 165      | 6     | 1        | 73    | 66       | 3.64     | 1.08    |

- 2024年度シーズン終了時

### 年度別守備成績
| 年 度 | 球 団 | 投手（P） | 投手（P） | 投手（P） | 投手（P） | 投手（P） | 投手（P） |
| 年 度 | 球 団 | 試 合     | 刺 殺     | 補 殺     | 失 策     | 併 殺     | 守 備 率  |
| ----- | ----- | --------- | --------- | --------- | --------- | --------- | --------- |
| 2019  | MIN   | 2         | 0         | 0         | 0         | 0         | ----      |
| 2020  | MIN   | 16        | 2         | 1         | 0         | 0         | 1.000     |
| 2021  | MIN   | 59        | 4         | 3         | 0         | 0         | 1.000     |
| 2022  | MIN   | 2         | 0         | 0         | 0         | 0         | ----      |
| 2023  | MIN   | 11        | 1         | 2         | 0         | 0         | 1.000     |
| 2024  | MIN   | 54        | 4         | 6         | 0         | 0         | 1.000     |
| MLB   | MLB   | 114       | 11        | 12        | 0         | 0         | 1.000     |

- 2024年度シーズン終了時

### 背番号
- 66（2019年 - 2025年6月10日）
- 71（2025年6月17日 - 2025年8月4日）
- 56（2025年8月10日 - ）